# 杰里米·贝茨
杰里米·贝茨（英語：Jeremy Bates，1962年6月19日—），英国男子网球运动员。他曾获得温布尔登网球锦标赛混合双打冠军、澳大利亚网球公开赛混合双打冠军。他也曾参加1988年夏季奥林匹克运动会。